# Renato Cipollini
Renato Cipollini (Codogno, 1945. augusztus 27. – Ferrara, 2019. március 12.) olasz labdarúgó, kapus.

## Pályafutása
1964–65-ben a Fiorentina labdarúgója volt. 1965–66-ban az Empoli, 1966 és 1970 között a SPAL, 1970–71-ben a Brescia, 1971 és 1973 között a Como, 1973 és 1977 között az Atalanta játékosa volt. 1977 és 1982 között az Internazionale kapusa volt. Az Interrel egy-egy bajnoki címet és olasz kupagyőzelmet ért el.

## Sikerei, díjai
Internazionale
- Olasz bajnokság (Serie A)
  - bajnok: 1979–80
- Olasz kupa (Coppa Italia)
  - győztes: 1978